# Mullaitivui csata
A mullaitivui csata a Srí Lanka-i polgárháború negyedik része alatt a hadszíntér északi részén fekvő Mullaitivu ellenőrzéséért vívott harc volt, melyet a Srí Lanka-i fegyveres erők vívtak a Srí Lanka-i Felszabadító Tamil Tigrisek ellen. Mullaitivu városa volt a Tigrisek utolsó erődítménye. Január 25-én a kormány kijelentette, hogy csapatai beléptek a városba, és megszilárdították pozícióikat.
Mielőtt a kormány csapatai bemehettek volna a városba a Srí Lanka-i légierő több napig támadta a Tigriseknek a városban és környékén felállított helyeit. A kilinochchi csatát követően – melynek során a Srí Lanka-i hadsereg elfoglalta a Tamil Tigrisek kilinochchi erődítményét – a hadügyminiszter bejelentette, hogy a hadsereg következő célpontja Mullaitivu, ahol a harcok már meg is kezdődtek. Korábban a légierő röpiratokat szórt szét a város fölött, melyben arra szólította fel a civil lakosságot, hogy menjenek a kormány által ellenőrzött biztonsági zónába. A kormány január 23-án felfüggesztett minden közigazgatási tevékenységet a városban, hogy a közalkalmazottak is elhagyhassák a területet. A kormány egy 32 kilométer hosszú menekülőutat hagyott a civilek számára. Független segélyszervezetek jelentései szerint körülbelül 230.000 civil volt a város északi részében a hadműveleti területen.

## Előzmények
A Tamil Tigrisek 1996-ban foglalták el a mullaitivui katonai bázist és a várost. Ezt egy olyan csata előzte meg, ahol legalább 1639 katona halt meg vagy tűnt el. Azóta ez volt a Tigrisek legfőbb katonai bázisa. Mullaitivuban megtalálták a Tengeri Tigrisek egyik nagy bázisát is.
A Srí Lanka-i hadseregnek az északi színtéren indított legutóbbi akciójának Mullaitivu elfoglalása volt a fő célja.

## A csata
A csata előtt a közhivatalok bezártak, a közalkalmazottaknak a hétvégén el kellett hagynia a várost, még a harcok január 25-ei megindulása előtt. Megfigyelések szerint a polgári lakosság többi része is az várostól északra fekvő dzsungelek felé vette az irányt, ahova a Tamil Tigrisek is visszavonultak. 2009. január 24-én a Tamil Tigrisek felrobbantottak egy duzzasztógátat, s ennek következtében elárasították a környező területeket. Az LTTE harcosai földből erődöt is építettek, hogy így nehezítsék meg a kormány katonáinak, nehéz tankjaiknak azt hogy őket megközelítsék.
A Srí Lanka-i hadsereg 7. felderítő egységének tagjai voltak az elsők, akik az LTTE bennmaradt fegyvereseivel vívott fegyveres ütközetet követően beléptek a városba. A szárazföldi csapatokat a légierő támadó helikopterei támogatták. Nyugat felől kisebb csoportokban csónakokkal is behatoltak a hadsereg erői a városba, nyugati oldalról. Később az elfoglalt város helyreállításában az 59. hadosztag is részt vett. Eyes jelentések szerint a Tamil Tigrisek néhány harcosa most a Vishwamadhu és Puthukkudiyiruppu közti kis területen bujkál.

## Következmények
Mullaitivu elestével a Tamil Tigrisek az egykor ellenőrzésük alatt álló területek mintegy 95%-át elvesztették. Sarath Fonseka, a Srí Lanka-i hadsereg parancsnoka azt kérte népétől, a győzelmet méltósággal ünnepeljék, s tűzzék ki a nemzeti zászlót. A város elfoglalása előtt a hadsereg két olyan közeli helyet talált, melyet bombák készítésére használtak, s olyan bányákat is megtaláltak ahol a jelentések szerint 4000 detonátor és 150 kilogramm robbanószer volt.
A Srí Lanka-i hadsereg a város elfoglalását követően továbbra is lőtte a Tamil Tigrisek által elfoglalt pozíciókat, később felszámolták a dzsungelben az ellenállók állásait.
A Tamil Tigrisek vezére, Velupillai Prabhakaran egy ideig még a dzsungelben rejtőzködött. India és Malajzia már tett erőfeszítéseket annak érdekében, hogy Prabhakaran ne léphessen be az ő területeikre. Prabhakarant Indiában is körözték, mert őt gyanúsítják Radzsiv Gandhi miniszterelnök meggyilkolásával. A tigrisvezérrel május 17-én végzett egy fejlövés, amit a srí lankai hadsereg egyik gyalogosa adott le. A holttestet bemutatták a tévében is.

## Fordítás
- Ez a szócikk részben vagy egészben  a   Battle of Mullaitivu (2009) című angol Wikipédia-szócikk ezen változatának fordításán alapul.  Az eredeti cikk szerkesztőit annak laptörténete sorolja fel. Ez a jelzés csupán a megfogalmazás eredetét és a szerzői jogokat jelzi, nem szolgál a cikkben szereplő információk forrásmegjelöléseként.